# Аре
А́ре, также А́аре (нем. Aare, фр. Aar) — река в Швейцарии, левый приток Рейна. Длина 295 км, площадь бассейна около 17,6 тыс. км². Средний расход воды около 560 м³/с. Ранее употреблявшаяся транскрипция Аара ныне считается устаревшей.

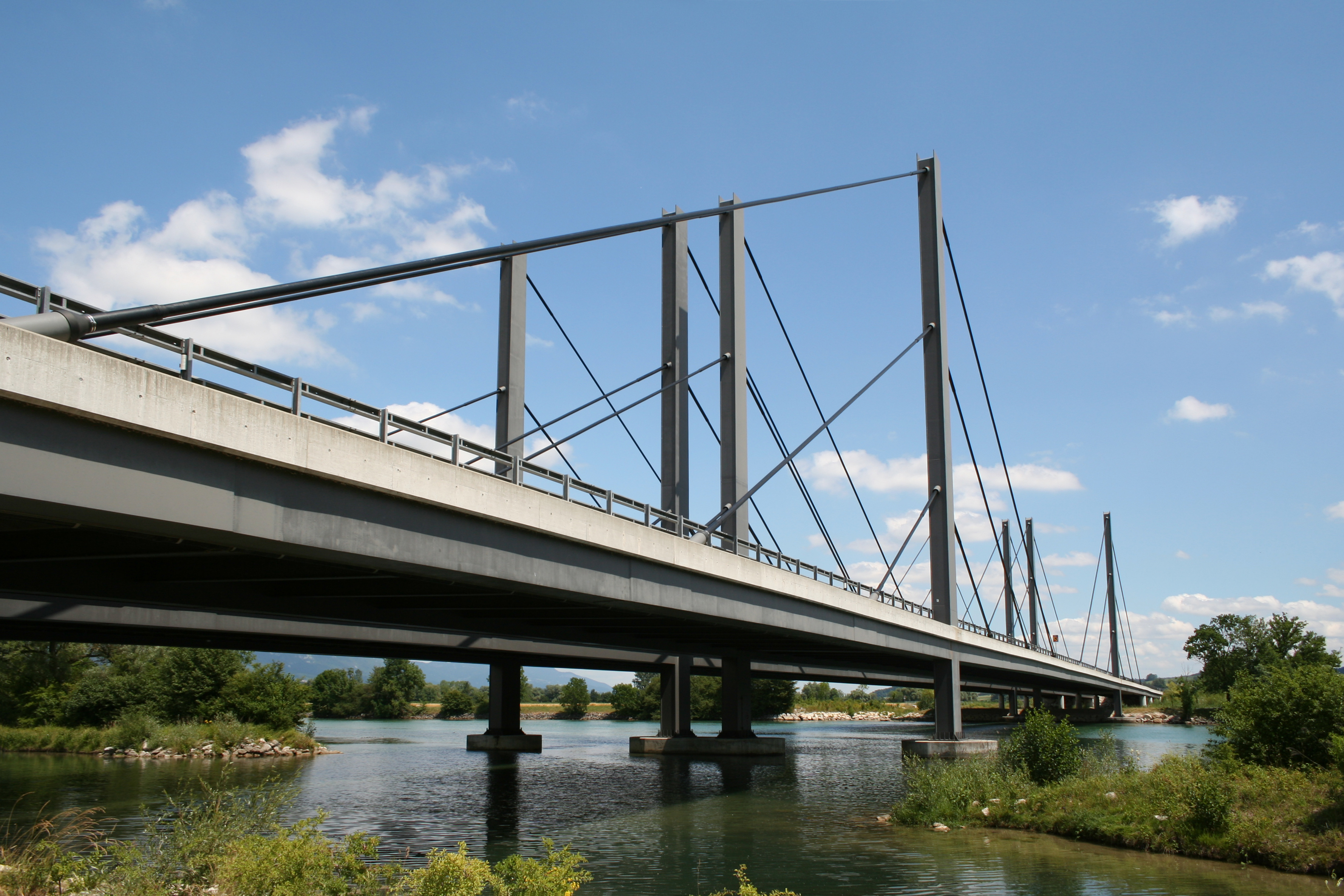
Мост через Аре на автостраде A5

Берёт начало из ледника Аре к западу от перевала Гримзель в Бернских Альпах. В верхнем течении Аре — типичная горная река; в долине Гасли образует водопад Гандек высотой 46 м. Протекает через Бриенцское и Тунское озёра, после чего проходит через Тун, а ниже по течению формирует крутую излучину, омывающую высокую скалу, на которой и был основан город Берн — столица Швейцарии; далее течёт по Швейцарскому плато. В месте впадения в Рейн расположен швейцарский город Кобленц. При слиянии Аре более полноводна, чем сам Рейн — расход воды Аре в месте слияния составляет 560 м³/с против 439 м³/с у Рейна.
Весенне-летнее половодье; в верховье нередки летние и зимние паводки.
Судоходна до Тунского озера. Несколько ГЭС. Соединена искусственными каналами с Бильским озером в рамках проекта регуляции стоков Юры.
Города на реке: Берн, Арау, Золотурн, Биль, Ольтен.